# Parigi-Roubaix 1903
La Parigi-Roubaix 1903, ottava edizione della corsa, fu disputata l'11 aprile 1903, per un percorso totale di 268 km. Fu vinta dal francese Hippolyte Aucouturier giunto al traguardo con il tempo di 9h12'30" alla media di 29,104 km/h davanti ai connazionali Claude Chapperon e Louis Trousselier.
Presero il via da Chatou 51 ciclisti, 27 di essi tagliarono il traguardo di Roubaix (furono 21 francesi e 6 belgi).

## Ordine d'arrivo (Top 10)
| Pos. | Corridore             | Squadra | Tempo      |
| ---- | --------------------- | ------- | ---------- |
| 1    | Hippolyte Aucouturier | -       | 9h12'30"   |
| 2    | Claude Chapperon      | -       | a 2"       |
| 3    | Louis Trousselier     | -       | a 39"      |
| 4    | Édouard Wattelier     | -       | a 1'02"    |
| 5    | Georges Lorgeou       | -       | a 28'30"   |
| 6    | Jean-Baptiste Fischer | -       | a 39'30"   |
| 7    | Arthur Pasquier       | -       | a 42'30"   |
| 8    | Paul Trippier         | -       | a 47'30"   |
| 9    | Leon Georget          | -       | a 55'30"   |
| 10   | Oscar Lepoutre        | -       | a 1h00'30" |